# لاهامو
لاهامو (یا لاخامو، لاچوس، لوماسی یا در آشوری-اکدی لاماسو) نخستین دختر تیامات و آبزو در افسانه‌های اکدی بود. او از برادرش لاهمو، مادر آنشار و کیشار است، که خود پدر و مادر خدایان نخستین بودند. لاهامو گاهی به شکل مار، و گاهی به شکل یک زن با ارسی قرمز و شش فر روی سرش دیده می‌شود.

## کتاب‌ها
- مایکل جردن، دانش‌نامه خدایان، کایل کتی چاپ محدود، ۲۰۰۲